# Ursus C-336
Ursus C-336 - prototyp powstały na bazie Ursusa C-325.

## Historia

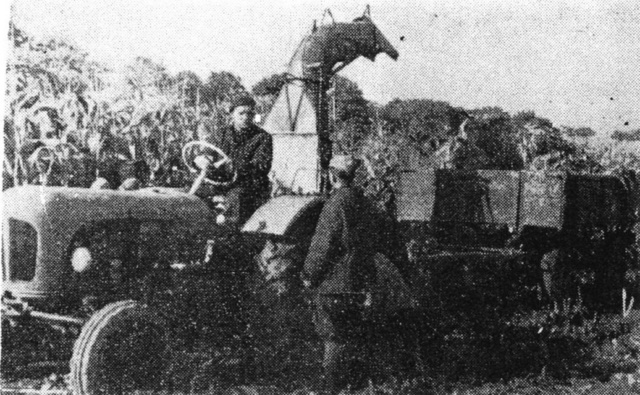
Ursus C-336 zagregagowany ze ścinaczem zielonek Orkan i przyczepą

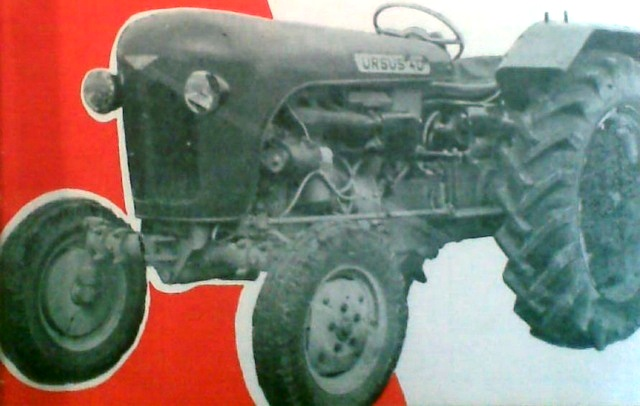
Ursus-c340-prototyp

Prototypy polskiego ciągnika rolniczego Ursus wraz z modelem C-340 był badany przez Instytut Maszyn Rolniczych w Poznaniu oraz ekipę techniczną ZM „Ursus”. Posiadał trzycylindrowy silnik o mocy 36 KM, URSUS C-340 40 KM. Ciągniki były testowane w orce. Dodatkowo C-336 został poddany testom ze ścinaczem zielonek Orkan.Oba ciągniki sprawowały się lepiej, niż przestarzały już Ursus C-45. Konstruktorzy ZM Ursus  stwierdzili, że bliższe i realniejsze jest uruchomienie produkcji seryjnej modelu C-340.